# Virginia Slims of Indianapolis 1984
Virginia Slims of Indianapolis 1984, також відомий під назвою Ginny of Indianapolis, — жіночий тенісний турнір, що проходив на закритих кортах з килимовим покриттям Indianapolis Racquet Club в Індіанаполісі (США). Належав до Ginny Tournament Circuit в рамках Світової чемпіонської серії Вірджинії Слімс 1984. Тривав з 30 січня до 5 лютого 1984 року. Джоанн Расселл здобула титул в одиночному розряді.

## Фінальна частина

### Одиночний розряд
Джоанн Расселл —  Паскаль Параді 7–6, 6–2
- Для Расселл це був 1-й титул в одиночному розряді за сезон і за кар'єру.

### Парний розряд
Клаудія Монтейру /  Івонн Вермак —  Беверлі Моулд /  Елізабет Смайлі 6–4, 6–7, 7–5
- Для Монтейру це був 1-й титул за рік і 4-й — за кар'єру. Для Вермак це був 1-й титул за рік і 5-й — за кар'єру.

## Нотатки
1. ↑  Ginny Tournament Circuit 1984 складався з восьми турнірів з призовим фондом 50 тис. доларів кожен, що проходили з лютого по вересень, і завершального турніру Ginny Championships з призовим фондом 150 тис. доларів у січні 1985 року. Усі турніри відбулись у США[1]